# NGC 5942
NGC 5942 (również PGC 55309 lub HCG 76C) – galaktyka eliptyczna (E-S0), znajdująca się w gwiazdozbiorze Węża. Należy do zwartej grupy galaktyk Hickson 76 (HCG 76).
Odkrył ją Lewis A. Swift 19 kwietnia 1887 roku wraz z trzema sąsiednimi galaktykami. Wszystkie cztery zostały skatalogowane przez Johna Dreyera w New General Catalogue, jednak ze względu na niedokładność pozycji podanych przez Swifta, identyfikacja trzech z tych galaktyk (NGC 5941, NGC 5942 i NGC 5944) nie jest pewna. Niektóre katalogi i bazy obiektów astronomicznych (np. SIMBAD) za NGC 5942 uznają sąsiednią galaktykę PGC 55316.